# Lamiàcies
Les lamiàcies (Lamiaceae) són una família de plantes angiospermes de l'ordre de les lamials (Lamiales), dins del clade de les làmides. Aquesta família també pot ser anomenada de manera alternativa com a labiades (Labiatae), gràcies a una dispensa especial de l'Associació Internacional de la Taxonomia Vegetal, Agrupa més de 7.000 espècies en més de 230 gèneres, és una família comopolita amb espècies utilitzades a l'alimentació humana, especialment com a condiment i espècies, i com a plantes ornamentals. Entre els seus representants més coneguts destaquen la menta, l'orenga, la farigola o el romaní.

## Descripció
Molt sovint són plantes aromàtiques i riques en olis essencials. La majoria són arbustos i rarament arbres o lianes. El nom antic d'aquesta família (Labiades) era degut a la forma de la flor (generalment violada), 5 pètals fusionats que formen un llavi superior, generalment bilobulat i més curt, i un llavi inferior, trilobulat, els 5 sèpals també hi són units. Les flors són bisexuades i sorgeixen en grups terminals de 5 o 6 (a voltes més o menys) floretes cadascú. Típicament les tiges són quadrangulars amb fulles ovades, oposades i decusades.

## Taxonomia
Aquesta família fou descrita per primer cop l'any 1789 a l'obra Genera Plantarum pel botànic francès Antoine-Laurent de Jussieu (1748-1836) sota el nom de Labiatae. El nom Lamiaceae va ser publicat per primer cop l'any 1820 a l'obra Техно-ботанический словарь на латинском и российском языках (Diccionari tecno-botànic en llatí i rus) pel botànic rus Ivan Martinov (1771-1833). Aquesta família havia estat anomenada tradicionalment com a labiades, seguint Jussieu, però aquest nom ha estat substituït pel de Lamiaceae, que és l'utilitzat a la literatura científica, degut a que no podia complir l'article 18.1 del Codi Internacional de Nomenclatura d'algues, fongs i plantes, que indica que el nom d'una família ha de derivar del nom d'un dels seus gèneres. El gènere tipus de la família és Lamium.

### Subfamílies
Dins de les lamiàcies es reconeixen les 12 subfamílies següents:
- Prostantheroideae Luersson
- Callicarpoideae Bo Li & Olmstead
- Viticoideae Briquet
- Symphorematoideae Briquet
- Nepetoideae (Dumortier) Luersson
- Tectonoideae Bo Li & Olmstead
- Premnoideae Bo Li, Olmstead & Cantino
- Ajugoideae Kosteletzky
- Peronematoideae Bo Li, Olmstead & Cantino
- Scutellarioideae (Dumortier) Caruel
- Cymarioideae Bo Li, Olmstead & Cantino
- Pogostemoneae Briquet

### Gèneres
Dins d'aquesta família es reconeixen 232 gèneres:
- Acanthomintha (A.Gray) A.Gray
- Acanthoprasium (Benth.) Spach
- Achyrospermum Blume
- Acrotome Benth. ex Endl.
- Acrymia Prain
- Aegiphila Jacq.
- Aeollanthus C.Mart. ex Spreng.
- Agastache Clayton ex Gronov.
- Ajuga L.
- Ajugoides Makino
- Alvesia Welw.
- Amasonia L.f.
- Amethystea L.
- Anisomeles R.Br.
- Apatelantha T.C.Wilson & Henwood
- Asterohyptis Epling
- Ballota L.
- Basilicum Moench
- Benguellia G.Taylor
- Betonica L.
- Blephilia (L.) Raf.
- Brachysola Rye
- Brazoria Engelm. & A.Gray
- Bystropogon L'Hér.
- Callicarpa L.
- Cantinoa Harley & J.F.B.Pastore
- Capitanopsis S.Moore
- Caryopteris Bunge
- Catoferia (Benth.) Benth.
- Cedronella Moench
- Chaiturus Ehrh. ex Willd.
- Chamaesphacos Schrenk ex Fisch. & C.A.Mey.
- Chelonopsis Miq.
- Chloanthes R.Br.
- Cleonia L.
- Clerodendrum L.
- Clinopodium L.
- Colebrookea Sm.
- Coleus Lour.
- Collinsonia L.
- Colquhounia Wall.
- Comanthosphace S.Moore
- Condea Adans.
- Congea Roxb.
- Conradina A.Gray
- Cornutia Plum. ex L.
- Craniotome Rchb.
- Cuminia Colla
- Cunila D.Royen
- Cyanocephalus (Pohl ex Benth.) Harley & J.F.B.Pastore
- Cyanostegia Turcz.
- Cyclotrichium (Boiss.) Manden. & Scheng.
- Cymaria Benth.
- Dasymalla Endl.
- Dicerandra Benth.
- Dicrastylis Drumm. ex Harv.
- Discretitheca P.D.Cantino
- Dracocephalum L.
- Drepanocaryum Pojark.
- Elsholtzia Willd.
- Endostemon N.E.Br.
- Eplingiella Harley & J.F.B.Pastore
- Equilabium Mwany., A.J.Paton & Culham
- Eriope Humb. & Bonpl. ex Benth.
- Eriophyton Benth.
- Eriopidion Harley
- Eriothymus (Benth.) Rchb.
- Eurysolen Prain
- Fuerstia T.C.E.Fr.
- Galeopsis L.
- Garrettia H.R.Fletcher
- Glechoma L.
- Glechon Spreng.
- Glossocarya Wall. ex Griff.
- Gmelina L.
- Gomphostemma Wall. ex Benth.
- Gontscharovia Boriss.
- Gymneia (Benth.) Harley & J.F.B.Pastore
- Hanceola Kudô
- Haplostachys (A.Gray) Hillebr.
- Haumaniastrum P.A.Duvign. & Plancke
- Hedeoma Pers.
- Hemiandra R.Br.
- Hemigenia R.Br.
- Hemiphora (F.Muell.) F.Muell.
- Hesperozygis Epling
- Heterolamium C.Y.Wu
- Hoehnea Epling
- Holmskioldia Retz.
- Holocheila (Kudô) S.Chow
- Horminum L.
- Hosea Ridl.
- Hoslundia Vahl
- Hymenocrater Fisch. & C.A.Mey.
- Hymenopyramis Wall. ex Griff.
- Hypenia (Mart. ex Benth.) Harley
- Hypogomphia Bunge
- Hyptidendron Harley
- Hyptis Jacq.
- Hyssopus L.
- Isodon (Benth.) Schrad. ex Spach
- Isoleucas O.Schwartz
- Kalaharia Baill.
- Karomia Dop
- Killickia Bräuchler, Heubl & Doroszenko
- Kudrjaschevia Pojark.
- Kurzamra Kuntze
- Lachnostachys Hook.
- Lagochilus Bunge ex Benth.
- Lagopsis (Bunge ex Benth.) Bunge
- Lallemantia Fisch. & C.A.Mey.
- Lamium L.
- Lavandula L.
- Leonotis (Pers.) R.Br.
- Leonurus L.
- Lepechinia Willd.
- Leptohyptis Harley & J.F.B.Pastore
- Leucas R.Br.
- Leucosceptrum Sm.
- Lophanthus Adans.
- Loxocalyx Hemsl.
- Lycopus L.
- Macbridea Elliott ex Nutt.
- Marrubium L.
- Marsypianthes Mart. ex Benth.
- Martianthus Harley & J.F.B.Pastore
- Matsumurella Makino
- Medusantha Harley & J.F.B.Pastore
- Meehania Britton
- Melissa L.
- Melittis L.
- Mentha L.
- Mesosphaerum P.Browne
- Metastachydium Airy Shaw ex C.Y.Wu & H.W.Li
- Microcorys R.Br.
- Micromeria Benth.
- Microtoena Prain
- Minthostachys (Benth.) Spach
- Moluccella L.
- Monarda L.
- Monardella Benth.
- Monochilus Fisch. & C.A.Mey.
- Mosla (Benth.) Buch.-Ham. ex Maxim.
- Muniria N.Streiber & B.J.Conn
- Nepeta L.
- Newcastelia F.Muell.
- Obtegomeria Doroszenko & P.D.Cantino
- Ocimum L.
- Ombrocharis Hand.-Mazz.
- Oocephalus (Benth.) Harley & J.F.B.Pastore
- Origanum L.
- Orthosiphon Benth.
- Otostegia Benth.
- Ovieda L.
- Oxera Labill.
- Panzerina Soják
- Paralamium Dunn
- Paraphlomis Prain
- Pentapleura Hand.-Mazz.
- Perilla L.
- Perillula Maxim.
- Peronema Jack
- Petitia Jacq.
- Petraeovitex Oliv.
- Phlomidoschema (Benth.) Vved.
- Phlomis L.
- Phlomoides Moench
- Phyllostegia Benth.
- Physominthe Harley & J.F.B.Pastore
- Physopsis Turcz.
- Physostegia Benth.
- Piloblephis Raf.
- Pityrodia R.Br.
- Platostoma P.Beauv.
- Plectranthus L'Hér.
- Pogogyne Benth.
- Pogostemon Desf.
- Poliomintha A.Gray
- Prasium L.
- Premna L.
- Prostanthera Labill.
- Prunella L.
- Pseudocarpidium Millsp.
- Pseudocaryopteris (Briq.) P.D.Cantino
- Pseudochamaesphacos Parsa
- Pseudodictamnus Fabr.
- Pseudomarrubium Popov
- Pycnanthemum Michx.
- Quoya Gaudich.
- Renschia Vatke
- Rhabdocaulon (Benth.) Epling
- Rhaphiodon Schauer
- Rhododon Epling
- Rostrinucula Kudô
- Rotheca Raf.
- Roylea Wall. ex Benth.
- Rubiteucris Kudô
- Rydingia Scheen & V.A.Albert
- Saccocalyx Coss. & Durieu
- Salvia L.
- Satureja L.
- Schnabelia Hand.-Mazz.
- Scutellaria L.
- Sideritis L.
- Siphocranion Kudô
- Sphenodesme Jack
- Stachydeoma Small
- Stachys L.
- Stenogyne Benth.
- Suzukia Kudô
- Symphorema Roxb.
- Synandra Nutt.
- Syncolostemon E.Mey. ex Benth.
- Tectona L.f.
- Teijsmanniodendron Koord.
- Tetraclea A.Gray
- Tetradenia Benth.
- Teucrium L.
- Thorncroftia N.E.Br.
- Thuspeinanta T.Durand
- Thymbra L.
- Thymus L.
- Tinnea Kotschy ex Hook.f.
- Trichostema L.
- Tripora P.D.Cantino
- Vitex L.
- Volkameria L.
- Warnockia M.W.Turner
- Wenchengia C.Y.Wu & S.Chow
- Westringia Sm.
- Zataria Boiss.
- Ziziphora L.